# Flagge Französisch-Guayanas
Als französisches Überseegebiet ist die offizielle Flagge Französisch-Guayanas die Flagge Frankreichs. Daneben gibt es aber auch Flaggen für das Département und die Region.

## Flagge von Département und Region
Am 29. Januar 2010 nahm der Generalrat des Département offiziell eine eigene Flagge an, die seitdem neben der Europaflagge und der französischen Trikolore gesetzt wird. Ursprünglich war sie die Flagge der Union des travailleurs guyanais (Guayanische Arbeitergewerkschaft), der größten Gewerkschaft Französisch-Guayanas. Sie gilt als eine der stärksten Befürworter einer Unabhängigkeit von Frankreich. Erstmals wurde sie im September 1967 verwendet und wurde bald ein weit verbreitetes, inoffizielles Symbol Französisch-Guayanas. Offiziell wurde die Flagge auf dem 11. Kongress vom 25. bis 27. November 2004 als Symbol der UTG angenommen. Die Flagge ist diagonal geteilt. Das obere Dreieck im Flugteil ist grün, das untere Dreieck an der Mastseite ist gelb. In der Mitte ruht ein roter, fünfzackiger Stern. Grün symbolisiert den Wald, Gelb die zahlreichen Bodenressourcen. Der rote Stern steht für die „sozialistische Ausrichtung des Landes“, dessen Bedeutung soll aber laut einer Kommission umgewandelt werden in das „Blut im Herzen des Landes“. Die Flagge ähnelt in ihrem Design jener des brasilianischen Bundesstaates Acre.
Neben seinem Status als Überseedépartement ist Französisch-Guayana auch eine französische Region, dessen Regionalrat das Recht zur Annahme einer eigenen Flagge hat. Die typische Logo-Flagge zeigt einen gelben fünfzackigen Stern auf blauem Hintergrund über einer grünen Fläche, auf der eine orangefarbene Figur in einem gelben Boot, welches sich auf rotem Wasser befindet, zu sehen ist.

2:3 Flagge des Départements seit dem 29. Januar 2010
Logo der Region

## Inoffizielle Flaggen
Das Wappen Französisch-Guayanas, das mit dem Wappen der Hauptstadt Cayenne identisch ist, wird als Wappenbanner auch als inoffizielles Symbol verwendet.
Im Internet findet man häufig als Flagge der Unabhängigkeitsbewegung Französisch-Guayanas eine Flagge, die jener der UTG ähnelt. Bei ihr sind aber das grüne und gelbe Feld gegeneinander ausgetauscht. Die Tam-Tam Front pour la Liberation de Guiana teilt für die Flagge ihrer Bewegung die Farben senkrecht.

Wappenbanner Französisch-Guayanas
2:3 Flagge der Unabhängigkeitsbewegung